# Délivrez-moi !
 (août 2024).
Si vous disposez d'ouvrages ou d'articles de référence ou si vous connaissez des sites web de qualité traitant du thème abordé ici, merci de compléter l'article en donnant les références utiles à sa vérifiabilité et en les liant à la section « Notes et références ».
Cet article possède des paronymes, voir Délivrez-moi (film) et Des livres et moi.
Délivrez-moi ! (titre original : Lost in a Good Book) est le deuxième roman policier de Jasper Fforde, paru 2002 et fait directement suite à son premier roman, L'Affaire Jane Eyre. Véritable condensé d'allusions littéraires, ce livre a gagné le Dilys Award en 2004.

## Résumé
Trois mois après les évènements de L'Affaire Jane Eyre, Thursday Next vit un mariage heureux avec Landen Parke-Laine et travaille à l'agence de Détectives Littéraires de Swindon. Un jour, le père de Thursday, un Chronogarde hors-la-loi, l'informe de la fin imminente du monde, submergé par un flot de crème-glacée à la suite de la perte de contrôle d'une invention de son oncle Mycroft. Ce dernier a détruit le Portail de la Prose après l'affaire Jane Eyre et pris sa retraite, en laissant ses inventions aux soins de ses deux incapables de fils, Orville et Wilbur.
Thursday et son coéquipier Bowden Cable sont envoyés au manoir d'un candidat à la présidence de l'Angleterre. Dans son immense bibliothèque, ils découvrent un manuscrit original de Cardenio, une pièce perdue de Shakespeare. Les tests effectués prouvent son authenticité, et il semble avoir fait surface juste à temps pour aider Yorrick Kaine, son découvreur, à remporter les élections (grâce au « vote Shakespeare »). Quand il dévoile l'ouvrage au grand public, la victoire lui est presque garantie.
Thursday avait enfermé Jack Maird dans "Le Corbeau" d'Edgar Allan Poe à la fin de L'Affaire Jane Eyre et son employeur, le Groupe Goliath, une multinationale à la Big Brother, veut le récupérer. Ils engagent Lavoisier, un agent de la Chronogarde, afin d'éradiquer le mari de Thursday de la ligne du temps et de l'utiliser comme monnaie d'échange contre Jack Maird. Landen disparaît et seule Thursday se souvient de lui. Mais elle possède une preuve physique de son existence : elle est enceinte de lui. Cependant, sans le Portail de la Prose, elle devra trouver un nouveau moyen de rentrer dans les livres.
Dans un rêve, elle rencontre Landen qui lui suggère de se rendre à Osaka afin de rencontrer Mme Nakajima, une femme qui a appris à voyager à travers les livres. Elle lui apprend donc à sauter dans les livres afin d'entrer dans le monde de la fiction sans avoir recours au Portail de la Prose. Ceux qui possèdent ce talent, comme Thursday, peuvent littéralement « sauter » dans le monde de la fiction. À l'intérieur, elle découvre qu'il existe une force de police, la Jurifiction, qui régit tous les livres (de fiction ou non) jamais écrits. La Jurifiction emploie des personnes « réelles » et fictives, allant du Chat du Cheshire à la Reine Rouge en passant par Ambrose Bierce et Voltaire. Elle s'assure de la bonne continuité de la littérature. Next y commence sa carrière en tant qu'apprentie de l'agent Miss Havisham, la mariée abandonnée du roman de Charles Dickens, Les Grandes Espérances. Cependant, Thursday rencontre des problèmes judiciaires dans le monde de la fiction pour avoir altéré la fin de Jane Eyre dans L'affaire Jane Eyre.
Après une audience préliminaire dans le monde byzantin du Procès de Kafka et après avoir sauvé Abel Magwitch de la noyade avant le début de Grandes Espérances, Thursday se rend seule dans Le Corbeau et délivre Jack Maird. Mais Goliath n'a pas l'intention de tenir sa promesse et enferme Thursday dans un entrepôt, sans aucun livre pour qu'elle ne puisse pas s'échapper. Miss Havisham la retrouve et lui annonce qu'elle a découvert que le manuscrit de Cardenio, trouvé dans le monde réel, provient en fait de la Grande Bibliothèque (un bâtiment au sein du monde littéraire où tous les romans jamais écrits sont conservés) d'où il a été volé par un personnage littéraire. Miss Havisham réussit tout de même à les faire « sauter » hors de cette prison en utilisant une étiquette d'un vêtement de Thursday et revenir dans la Grande Bibliothèque.
Guidée par ses rêves et les souvenirs de Landen, Thursday trouve la personne qui va provoquer la fin du monde en un amas de crème glacée : Aornis Hadès, la sœur d'Acheron qui veut venger la mort de son frère. Aornis est une mnémonomorphe : elle peut modifier la mémoire des gens afin qu'ils ne se rappellent plus sa présence.
Après un bref retour dans le monde réel, Aornis accepte de stopper l'invasion de crème glacée à la seule condition que Thursday se suicide. Le père de Thursday prend alors sa place et au moment où une des machines de Mycroft explose et transforme toute matière vivante en crème glacée, il se sacrifie en emmenant avec lui la machine infernale et en voyageant dans le temps pour se rendre à la naissance de la Terre. La crème glacée servira de source première de nutrition pour les espèces organiques qui vont s'y développer. Aornis arrive à s'échapper et Cardenio est récupéré.
Thursday retourne chez elle et y découvre son père. Confuse, elle réalise alors que, étant un voyageur du temps, il se sacrifiera bien plus tard dans son futur, même si pour elle, cela s'est passé quelques instants auparavant. Maintenant qu'elle est recherchée par Goliath, la Chronogarde et Aornis, son père lui propose de se réfugier dans un monde parallèle (ironiquement, il s'agit du nôtre) le temps qu'elle mette au monde le bébé qu'elle porte. Refusant l'offre de son père, Thursday se réfugie dans un livre du Puits des histoires perdues – une subdivision de la Grande Bibliothèque qui contient des ouvrages non publiés ou inachevés – et décide d'y prendre un congé maternité le temps que les choses dans le « monde réel » se calment.